# خانه بیرجندی (بروجرد)
خانه بیرجندی یکی از خانه‌های تاریخی شهر بروجرد است که در دوره دوره قاجار ساخته شده‌است و در کوی صوفیان قرار گرفته‌است. به دلیل مجاورت با سایر خانه‌های تاریخی، این خانه نیز بخشی از مجموعه طباطبائی‌ها محسوب می‌شود. 

## موزه ورشو
به دلیل سابقه تاریخی ورشوسازی و قلمزنی ورشو و برنج در بروجرد، تأسیس موزه ورشو در محل خانه بیرجندی در دستور کار قرار گرفته‌است.پیش از این قرار بود خانه تاریخی بیرجندی تبدیل به موزه صنعت ورشوسازی شود که با بررسی های به عمل آمده از طرف شرکت مهندسین مشاور عنوان شد که فضای این خانه تاریخی به لحاظ وسعت برای ایجاد موزه ورشو مناسب نیست و در آینده باید فضای بزرگتری برای موزه صنعت ورشو سازی در نظر گرفت، به همین منظور از فرصت استفاده شد و در حال حاضر خانه تاریخی بیرجندی در حال آماده سازی برای اولین موزه اسناد و نسخ خطی تاریخی در بروجرد است. 